# Aserrío de Gariché
Aserrío de Gariché est un corregimiento situé dans le district de Bugaba, Province de Chiriquí, au Panama. La localité comptait 11 072 habitants en 2010.